# Linos-Alexandre Sicilianos
Linos-Alexandre Sicilianos (en grec moderne : Λίνος-Αλέξανδρος Σισιλιάνος), né le 9 mai 1960 à Athènes, est un magistrat grec. Il est juge, de 2011 à 2020, et président de la Cour européenne des droits de l'homme de 2019 à 2020.

## Biographie
Membre de la Cour européenne des droits de l'homme (CEDH) à partir du 18 mai 2011, il devient vice-président et président de la section I de la Cour le 1er mai 2017. Il est élu président de la Cour le 1er avril 2019 et prend ses fonctions le 5 mai suivant en succédant à l'Italien Guido Raimondi. Il quitte la Cour à l'expiration de son mandat le 17 mai 2020.